# Henry R. Gibson

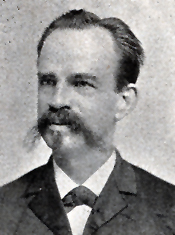
Henry R. Gibson

Henry Richard Gibson (* 24. Dezember 1837 in Kent Island, Queen Anne’s County, Maryland; † 25. Mai 1938 in Washington, D.C.) war ein US-amerikanischer Politiker. Zwischen 1895 und 1905 vertrat er den Bundesstaat Tennessee im US-Repräsentantenhaus.

## Werdegang
Henry Gibson war ein Cousin von Charles Hopper Gibson (1842–1900), der zwischen 1885 und 1896 den Staat Maryland in beiden Kammern des Kongresses vertrat. Er besuchte die öffentlichen Schulen seiner Heimat, danach bis 1858 die Decker’s Academy in Bladensburg sowie anschließend bis 1862 das Hobart College in Geneva (New York). Während des Bürgerkrieges diente er zwischen 1863 und 1865 im Heer der Union. Dabei war er bei der Lebensmittelbeschaffung (Commissary Department) eingesetzt.
Nach einem anschließenden Jurastudium an der Albany Law School im Staat New York und seiner im Dezember 1865 erfolgten Zulassung als Rechtsanwalt begann er in Knoxville (Tennessee) in seinem neuen Beruf zu arbeiten. Bereits Anfang 1866 zog er nach Jacksboro. Gleichzeitig schlug er als Mitglied der Republikanischen Partei eine politische Laufbahn ein. Im Jahr 1868 wurde er Staatsbeauftragter zur Bearbeitung von Ansprüchen an die Regierung von Tennessee. 1870 war Gibson Delegierter auf einer Versammlung zur Überarbeitung der Staatsverfassung. Zwischen 1871 und 1875 saß er im Senat von Tennessee; von 1875 bis 1877 war er Abgeordneter im Repräsentantenhaus des Staates. Im Jahr 1876 kehrte er nach Knoxville zurück, wo er 1879 die Zeitung „Knoxville Republican“ gründete und herausgab. Im Jahr 1882 gab er auch die Zeitung „Knoxville Daily Chronicle“ heraus. Im Jahr 1881 wurde er zum Post Office Inspector ernannt. Von 1883 bis 1885 arbeitete Henry Gibson für die Bundesrentenbehörde in Knoxville. In den Jahren 1886 bis 1894 war er Leiter des zweiten Kanzleigerichtsbezirks von Tennessee. Von 1889 bis 1906, also auch während seiner Zeit als Kongressabgeordneter, war er Dozent am Tennessee Medical College. Dort spezialisierte er sich auf das Recht im medizinischen Bereich.
Bei den Kongresswahlen des Jahres 1894 wurde Gibson im zweiten Wahlbezirk von Tennessee in das US-Repräsentantenhaus in Washington gewählt, wo er am 4. März 1895 die Nachfolge von John C. Houk antrat. Nach vier Wiederwahlen konnte er bis zum 3. März 1905 fünf Legislaturperioden im Kongress absolvieren. In diese Zeit fiel unter anderem der  Spanisch-Amerikanische Krieg. Außerdem kamen damals die Philippinen und Hawaiʻi unter amerikanische Verwaltung. Im Jahr 1904 verzichtete Gibson auf eine weitere Kandidatur.
Nach seinem Ausscheiden aus dem US-Repräsentantenhaus war Gibson bis 1918 an der Überarbeitung der Gesetzgebung des Staates Tennessee beteiligt. Danach zog er sich in den Ruhestand zurück, den er in der Bundeshauptstadt Washington verbrachte. In dieser Zeit verfasste er einige juristische Schriften. Er war außerdem Berater für ein juristisches Lexikon. Henry Gibson starb am 25. Mai 1938 im Alter von 100 Jahren.